# (86039) 1999 NC43
1999 أن سي 43 (ويعرف أيضًا باسم (86039) 1999 أن سي 43 وفق تسمية الكوكب الصغير) (بالإنجليزية: 1999 NC43)‏ هو كويكب ضمن حزام الكويكبات؛ وترتيبه 86039 من حيث الاكتشاف.
اكتُشف هذا الجُرم الفلكي بواسطة بحث لنكولن عن الكويكبات القريبة من الأرض في 14 يوليو 1999.

## وصلات خارجية
- (86039) 1999 NC43 في قاعدة بيانات مختبر الدفع النفاث لأجرام النظام الشمسي الصغيرة

- الاكتشاف · مخطط المدار ·  العناصر المدارية · المعلمات المادية

- (86039) 1999 NC43 على موقع ويكي سكاي: DSS2, SDSS, GALEX, IRAS, Hydrogen α, X-Ray, Astrophoto, Sky Map, Articles and images